# Volta ao Algarve de 2015
A Volta ao Algarve de 2015 foi a 41ª edição da prova de ciclismo de estrada Volta ao Algarve. É uma prova com coeficiente 2.1 no UCI Europe Tour, e decorreu entre os dias 18 e 22 de Fevereiro de 2015, em Portugal.
A corrida foi disputada em cinco etapas, incluindo uma chegada em montanha (Alto do Malhão) e um contra-relógio individual.
A prova de 2015 foi vencida por Geraint Thomas da Team Sky. Ele assumiu a liderança após vitória a solo na 2ª etapa, defendendo de seguida a sua liderança com o terceiro lugar no contra-relógio e quarto lugar na chegada de montanha. Ele terminou a corrida 27 segundo à frente de Kwiatkowski (vencedor da edição anterior), com Tiago Machado (Team Katusha) em terceiro lugar. Thomas também ganhou a classificação por pontos enquanto o seu companheiro de equipe Richie Porte ganhou a chegada em montanha e também a classificação das montanhas.
Nas outras classificações, a classificação da juventude foi ganha por Davide Formolo (Cannondale–Garmin), Tiago Machado ganhou a classificação de melhor Português e Team Katusha, equipa de Tiago Machado conquistou a classificação por equipas.

## Equipas
Participaram 22 equipas, das quais 8 são da categoria UCI World Tour,
| Equipes WorldTeam (8)- Astana - Cannondale-Garmin - Etixx-Quick Step - Katusha - Lotto NL-Jumbo - Lotto-Soudal - Movistar Team - Sky Equipes profissionais Continentais (5)- Bora-Argon 18 - Caja Rural-Seguros RGA - Roompot - RusVelo - Wanty-Groupe Gobert Equipes Continentais (9)- ActiveJet - Efapel - LA Aluminios-Antarte - Louletano-Ray Just Energy - Murias Taldea - Optum-Kelly Benefit Strategies - Rádio Popular-Boavista - Tavira - W52-Quinta da Lixa |
| |

## Resumo da corrida
| Etapa | Data    | Percurso                            | type                      | Distância (km) | Vencedor        | Líder geral     |
| ----- | ------- | ----------------------------------- | ------------------------- | -------------- | --------------- | --------------- |
| 1     | 18 fev. | Lagos – Albufeira                   | etapa plana               |                | Gianni Meersman | Gianni Meersman |
| 2     | 19 fev. | Lagoa – Monchique                   | etapa escarpada           |                | Geraint Thomas  | Geraint Thomas  |
| 3     | 20 fev. | Vila do Bispo – Cabo de São Vicente | contrarrelógio individual |                | Tony Martin     | Geraint Thomas  |
| 4     | 21 fev. | Tavira – Loulé                      | etapa escarpada           |                | Richie Porte    | Geraint Thomas  |
| 5     | 22 fev. | Almodôvar – Vilamoura               | etapa escarpada           |                | André Greipel   | Geraint Thomas  |

| Etapa | Data         | Percurso                            | Distância | Tipo | Tipo           | Vencedor                           |
| ----- | ------------ | ----------------------------------- | --------- | ---- | -------------- | ---------------------------------- |
| 1     | 18 fevereiro | Lagos a Albufeira                   | 167 km    |      | Etapa plana    | Gianni Meersman (Etixx-Quick Step) |
| 2     | 19 fevereiro | Lagoa a Monchique                   | 197 km    |      | Etapa montanha | Geraint Thomas (Team Sky)          |
| 3     | 20 fevereiro | Vila do Bispo a Cabo de São Vicente | 19 km     |      | CR individual  | Tony Martin (Etixx-Quick Step)     |
| 4     | 21 fevereiro | Tavira a Alto do Malhão             | 218 km    |      | Etapa montanha | Richie Porte (Team Sky)            |
| 5     | 22 fevereiro | Almodôvar a Vilamoura               | 185 km    |      | Etapa montanha | André Greipel (Lotto Soudal)       |

## Etapas

### 1ª Etapa
18 Fevereiro — Lagos > Albufeira - 167 km
A primeira etapa consistiu num percurso de 166,7 quilômetros entre Lagos e Albufeira, atravessando terreno acidentado, embora se esperasse que a corrida terminasse numa chegada ao sprint.
A fuga inicial na qual participarame Mario González (ActiveJet), Joni Brandão (Efapel), João Benta (Louletano-Ray Just Energy) e Samuel Magalhães (Rádio Popular-Boavista), conseguiu uma vantagem de quase oito minutos antes de ser anulada pelo pelotão liderado pela Lotto Soudal e Etixx-Quick Step, procurando colocar os seus sprinters na melhor posiçao para a vitória. Brandão conseguiu conquistar segundos de bónus em ambos os sprints intermédios.
Gianni Meersman (Etixx-Quick Step) venceu o sprint à frente de Ben Swift (Team Sky) e Paul Martens (LottoNL-Jumbo) assumindo a liderança da corrida. Joni Brandão, tendo terminado com o mesmo tempo que Meersman, foi terceiro na classificação geral graças aos segundos de bónus que ele ganhou.
|    | Ciclista             | Equipa                | Tempo      |
| -- | -------------------- | --------------------- | ---------- |
| 1  | Gianni Meersman      | Etixx-Quick Step      | 4h 13' 53" |
| 2  | Ben Swift            | Team Sky              | m.t.       |
| 3  | Paul Martens         | LottoNL-Jumbo         | m.t.       |
| 4  | Roy Jans             | Wanty - Groupe Gobert | m.t.       |
| 5  | Zdenek Stybar        | Etixx-Quick Step      | m.t.       |
| 6  | Raymond Kreder       | Team Roompot          | m.t.       |
| 7  | Jesus Herrada        | Movistar Team         | m.t.       |
| 8  | Ramunas Navardauskas | Cannondale–Garmin     | m.t.       |
| 9  | Michal Kwiatkowski   | Etixx-Quick Step      | m.t.       |
| 10 | Guillaume Boivin     | Optum                 | m.t.       |

|    | Ciclista             | Equipa                | Tempo      |
| -- | -------------------- | --------------------- | ---------- |
| 1  | Gianni Meersman      | Etixx-Quick Step      | 4h 13' 43" |
| 2  | Ben Swift            | Team Sky              | a 4s       |
| 3  | Jóni Brandão         | Efapel                | a 5s       |
| 4  | Paul Martens         | LottoNL-Jumbo         | a 6s       |
| 5  | Roy Jans             | Wanty - Groupe Gobert | a 10s      |
| 6  | Zdenek Stybar        | Etixx-Quick Step      | m.t.       |
| 7  | Raymond Kreder       | Team Roompot          | m.t.       |
| 8  | Jesus Herrada        | Movistar Team         | m.t.       |
| 9  | Ramunas Navardauskas | Cannondale–Garmin     | m.t.       |
| 10 | Michal Kwiatkowski   | Etixx-Quick Step      | m.t.       |

### 2ª Etapa
19 Fevereiro — Lagoa > Monchique - 197 km
A segunda etapa foi teve um percurso misto: a primeira parte decorrreu sobre colinas suaves, mas a parte final do curso foi muito mais exigente, com várias subidas difíceis nos últimos 70 km.
A primeira grande fuga foi formada por Marcel Sieberg (Lotto-Soudal), Andreas Schillinger (Bora-Argon 18), Fabricio Ferrari (Caja Rural-Seguros RGA), Wesley Kreder (Team Roompot) e Ivan Balykin (RusVelo). Eles construíram uma vantagem de mais de cinco minutos, mas foram apanhados na parte montanhosa da corrida a mais de 25 km do fim. Uma segunda fuga se formou em seguida, formada por Bakhtiyar Kozhatayev (Astana), Jonathan Castroviejo (Movistar Team), Ian Boswell (Team Sky), Phil Gaimon (Optum-Kelly Benefit Strategies) e Alberto Gallego (Rádio Popular-Boavista). Este grupo foi apanhado antes da subida final da corrida.
A última subida terminou a 5,4 km do final da etapa. Rein Taaramae (Astana) atacou nesta subida, antes de Geraint Thomas (Team Sky) lançar o seu próprio ataque. Thomas foi capaz de apanhar e passar Taaramae, conseguindo uma vitória isolado 19 segundos à frente do estoniano e 23 segundos à frente do resto do grupo da frente. Esta foi a primeira vitória da temporada de Thomas.
|    | Ciclista                   | Equipa           | Tempo       |
| -- | -------------------------- | ---------------- | ----------- |
| 1  | Geraint Thomas (GBR)       | Team Sky         | 4hr 59' 13" |
| 2  | Rein Taaramäe (EST)        | Astana           | +19"        |
| 3  | Valerio Agnoli (ITA)       | Astana           | +23"        |
| 4  | Luis León Sánchez (ESP)    | Astana           | m.t.        |
| 5  | Michał Kwiatkowski (POL)   | Etixx-Quick Step | m.t.        |
| 6  | Zdeněk Štybar (CZE)        | Etixx-Quick Step | m.t.        |
| 7  | Alberto Losada (ESP)       | Team Katusha     | m.t.        |
| 8  | Sergey Chernetskiy (RUS)   | Team Katusha     | m.t.        |
| 9  | Lars Petter Nordhaug (NOR) | Team Sky         | m.t.        |
| 10 | Salvatore Puccio (ITA)     | Team Sky         | m.t.        |

|    | Ciclista                 | Equipa           | Tempo       |
| -- | ------------------------ | ---------------- | ----------- |
| 1  | Geraint Thomas (GBR)     | Team Sky         | 9hr 12' 56" |
| 2  | Rein Taaramäe (EST)      | Astana           | +30"        |
| 3  | Zdeněk Štybar (CZE)      | Etixx-Quick Step | +33"        |
| 4  | Michal Kwiatkowski (POL) | Etixx-Quick Step | m.t.        |
| 5  | Luis León Sánchez (ESP)  | Astana           | m.t.        |
| 6  | Richie Porte (AUS)       | Team Sky         | m.t.        |
| 7  | Sergey Chernetskiy (RUS) | Team Katusha     | m.t.        |
| 8  | Tony Martin (GER)        | Etixx-Quick Step | m.t.        |
| 9  | Tiago Machado (POR)      | Team Katusha     | m.t.        |
| 10 | Alberto Losada (ESP)     | Team Katusha     | m.t.        |

### 3ª Etapa
20 Fevereiro — Vila do Bispo > Cabo de São Vicente - 19 km
A terceira etapa foi um contra-relógio individual de 19 km entre Vila do Bispo e o Cabo de São Vicente. Embora não houvesse subidas significativas, o percurso era montanhoso. Houve dificuldade adicional causado por vento contrário. O principal favorito era o ex-campeão mundial de contra-relógio Tony Martin (Passo Etixx-Quick), que estava vestindo a camisa de campeão alemão pela primeira vez em quatro anos.
Adriano Malori (Movistar Team), que havia vencido o contra-relógio no Tour de San Luis de 2015, definiu um tempo inicial de 21 '51 ". Martin estava com 10 segundos de vantagm no posto de controle no meio do percurso, mas não conseguiu segurar essa vantagem até o fim e terminou a etapa no mesmo tempo que Malori, vencendo a etapa graças ao tempo exacto. Geraint Thomas (Team Sky), tinha dez segundos de vantagem sobre Martin no posto de controle, mas perdeu o ritmo durante os quilómetros finais para terminar três segundo atrás de Martin e Malori. O campeão em título Michał Kwiatkowski foi o quarto.
|    | Ciclista                   | Equipa           | Tempo    |
| -- | -------------------------- | ---------------- | -------- |
| 1  | Tony Martin (GER)          | Etixx-Quick Step | +21' 51" |
| 2  | Adriano Malori (ITA)       | Movistar Team    | m.t.     |
| 3  | Geraint Thomas (GBR)       | Team Sky         | +3"      |
| 4  | Michal Kwiatkowski (POL)   | Etixx-Quick Step | +9"      |
| 5  | Anton Vorobyev (RUS)       | Team Katusha     | +19"     |
| 6  | Jonathan Castroviejo (ESP) | Movistar Team    | +26"     |
| 7  | Rein Taaramäe (EST)        | Astana           | m.t.     |
| 8  | Luis León Sánchez (ESP)    | Astana           | +32"     |
| 9  | Sergey Chernetskiy (RUS)   | Team Katusha     | +34"     |
| 10 | Tiago Machado (POR)        | Team Katusha     | +37"     |

|    | Ciclista                 | Equipa           | Tempo       |
| -- | ------------------------ | ---------------- | ----------- |
| 1  | Geraint Thomas (GBR)     | Team Sky         | 9hr 34' 50" |
| 2  | Tony Martin (GER)        | Etixx-Quick Step | +30"        |
| 3  | Michal Kwiatkowski (POL) | Etixx-Quick Step | +39"        |
| 4  | Rein Taaramäe (EST)      | Astana           | +53"        |
| 5  | Luis León Sánchez (ESP)  | Astana           | +1' 02"     |
| 6  | Sergey Chernetskiy (RUS) | Team Katusha     | +1' 04"     |
| 7  | Tiago Machado (POR)      | Team Katusha     | +1' 07"     |
| 8  | Zdeněk Štybar (CZE)      | Etixx-Quick Step | +1' 31"     |
| 9  | Richie Porte (AUS)       | Team Sky         | +1' 33"     |
| 10 | Rubén Fernández (ESP)    | Movistar Team    | +1' 38"     |

### 4ª Etapa
21 Fevereiro — Tavira > Alto do Malhão- 218 km
A quarta etapa foi a etapa rainha da corrida, uma percurso de 218 quilómetros de Tavira ao Alto do Malhão. A primeira parte da etapa foi relativamente plana, antes de uma secção final difícil. Isto incluiu três subidas difíceis nos últimos 45 km antes da subida final.
A corrida foi controlada durante todo tempo pela Team Sky em defesa da camisola amarela de Geraint Thomas. A fuga principal do dia foi formada por Davide Malacarne (Astana), Tony Gallopin (Lotto-Soudal), Adriano Malori (Movistar Team), Mauritis Lammertink (Team Roompot), Kamil Gradek (ActiveJet), Filipe Cardoso (Efapel-Glassdrive) e Beñat Txoperena (Murias Taldea). Eles ganharam uma vantagem de mais de quatro minutos, enquanto outro grupo atacou atrás. Este grupo incluía Tony Martin Etixx-Quick Step (em segundo lugar na classificação geral). Ambos os grupos foram capturados antes da penúltima subida, quando o companheiro de Martin, Zdeněk Stybar, oitavo na geral, atacou a liderandaça durante a escalada. Dirigindo-se para a subida final, Thomas foi apoiado por seu companheiro de equipe Richie Porte, cujo ritmo reduziu o grupo da frente a nove ciclistas. Porte foi então capaz de atacar e vencer a etapa. Ele terminou três segundos à frente do campeão em título Michał Kwiatkowski da Etixx-Quick Step e mais três segundos à frente de Jon Izagirre (Movistar Team). Thomas terminou em quarto lugar na etapa, defendendo a sua liderança na geral.
|    | Ciclista                 | Equipa            | Tempo       |
| -- | ------------------------ | ----------------- | ----------- |
| 1  | Richie Porte (AUS)       | Team Sky          | 5hr 55' 34" |
| 2  | Michal Kwiatkowski (POL) | Etixx-Quick Step  | +3"         |
| 3  | Jon Izagirre (ESP)       | Movistar Team     | +6"         |
| 4  | Geraint Thomas (GBR)     | Team Sky          | +9"         |
| 5  | Michael Woods (CAN)      | Optum             | +13"        |
| 6  | Tiago Machado (POR)      | Team Katusha      | m.t.        |
| 7  | Davide Formolo (ITA)     | Cannondale–Garmin | +16"        |
| 8  | Alberto Losada (ESP)     | Team Katusha      | +21"        |
| 9  | Luis León Sánchez (ESP)  | Astana            | +25"        |
| 10 | José Mendes (POR)        | Bora-Argon 18     | +31"        |

|    | Ciclista                 | Equipa           | Tempo        |
| -- | ------------------------ | ---------------- | ------------ |
| 1  | Geraint Thomas (GBR)     | Team Sky         | 15hr 30' 33" |
| 2  | Michal Kwiatkowski (POL) | Etixx-Quick Step | +27"         |
| 3  | Tiago Machado (POR)      | Team Katusha     | +1' 11"      |
| 4  | Richie Porte (AUS)       | Team Sky         | +1' 14"      |
| 5  | Luis León Sánchez (ESP)  | Astana           | +1' 18"      |
| 6  | Rein Taaramäe (EST)      | Astana           | +1' 19"      |
| 7  | Sergey Chernetskiy (RUS) | Team Katusha     | +1' 32"      |
| 8  | Alberto Losada (ESP)     | Team Katusha     | +1' 55"      |
| 9  | Rubén Fernández (ESP)    | Movistar Team    | +2' 04"      |
| 10 | Jon Izagirre (ESP)       | Movistar Team    | +2' 21"      |

### 5ª Etapa
22 Fevereiro — Almodôvar > Vilamoura - 185 km
A primeira metade da etapa foi bastante montanhosa, mas os últimos 80 km foram bastante planos.
Houve uma fuga precoce de três ciclistass: Pawel Bernas (ActiveJet), Diego Rubio (Efapel) e Imanol Estevez (Murias Taldea). A eles se juntou Heiner Parra (Caja Rural-Seguros RGA). Ao grupo foi inicialmente concedida uma vantagem considerável pela Team Sky e foram capazes de subir isolados a única contagem de montanha do dia, mas foram apanhados na descida. Uma nova fuga surgiu em seguida, composta por Luis Mas (Caja Rural-Seguros RGA) e Beñat Txoperena (Murias Taldea). A eles se juntaram, primeiro Micael Isidoro (Louletano-Ray Just Energy) e David de la Fuente (Efapel) e em seguida Adriano Malori e Jonathan Castroviejo (Movistar Team). Eles nunca conseguiram uma vantagem significativa, com a Lotto-Soudal levando a perseguição a pensar em André Greipel. Greipel foi capaz de vencer a etapa ao sprint, à frente de Tom Van Asbroeck (LottoNL-Jumbo) e Raymond Kreder (Team Roompot). Kreder, no entanto, foi desclassificado devido a um sprint irregular e o terceiro lugar na etapa foi para Rüdiger Selig (Team Katusha).
Nenhuma das classificações mudou de mãos na etapa final, por isso Geraint Thomas conquistou a vitória geral na corrida.
|    | Ciclista               | Equipa              | Tempo       |
| -- | ---------------------- | ------------------- | ----------- |
| 1  | André Greipel (GER)    | Lotto Soudal        | 4hr 15' 40" |
| 2  | Tom Van Asbroeck (BEL) | LottoNL-Jumbo       | m.t.        |
| 3  | Rüdiger Selig (GER)    | Team Katusha        | m.t.        |
| 4  | Gianni Meersman (BEL)  | Etixx-Quick Step    | m.t.        |
| 5  | Phil Bauhaus (GER)     | Bora-Argon 18       | m.t.        |
| 6  | Roy Jans (BEL)         | Wanty-Groupe Gobert | m.t.        |
| 7  | Jurgen Roelandts (BEL) | Lotto Soudal        | m.t.        |
| 8  | Alexander Porsev (RUS) | Team Katusha        | m.t.        |
| 9  | Ben Swift (GBR)        | Team Sky            | m.t.        |
| 10 | Filipe Cardoso (POR)   | Efapel              | m.t.        |

|    | Ciclista                 | Equipa           | Tempo        |
| -- | ------------------------ | ---------------- | ------------ |
| 1  | Geraint Thomas (GBR)     | Team Sky         | 19hr 46' 13" |
| 2  | Michal Kwiatkowski (POL) | Etixx-Quick Step | +27"         |
| 3  | Tiago Machado (POR)      | Team Katusha     | +1' 11"      |
| 4  | Richie Porte (AUS)       | Team Sky         | +1' 14"      |
| 5  | Luis León Sánchez (ESP)  | Astana           | +1' 18"      |
| 6  | Rein Taaramäe (EST)      | Astana           | +1' 19"      |
| 7  | Sergey Chernetskiy (RUS) | Team Katusha     | +1' 32"      |
| 8  | Alberto Losada (ESP)     | Team Katusha     | +1' 55"      |
| 9  | Rubén Fernández (ESP)    | Movistar Team    | +2' 04"      |
| 10 | Ion Izagirre (ESP)       | Movistar Team    | +2' 21"      |

## Líderes Classificações
| Etapa | Vencedor da Etapa | Classificação Geral · | Classificação Montanha · | Classificação Juventude · | Classificação Pontos · | Melhor Português · | Classificação Equipas |
| ----- | ----------------- | --------------------- | ------------------------ | ------------------------- | ---------------------- | ------------------ | --------------------- |
| 1     | Gianni Meersman   | Gianni Meersman       | Mario González           | Davide Formolo            | Gianni Meersman        | Filipe Cardoso     | Etixx-Quick Step      |
| 2     | Geraint Thomas    | Geraint Thomas        | Geraint Thomas           | Sebastian Henao           | Geraint Thomas         | Tiago Machado      | Team Sky              |
| 3     | Tony Martin       | Geraint Thomas        | Geraint Thomas           | Sebastian Henao           | Geraint Thomas         | Tiago Machado      | Etixx-Quick Step      |
| 4     | Richie Porte      | Geraint Thomas        | Richie Porte             | Davide Formolo            | Geraint Thomas         | Tiago Machado      | Team Katusha          |
| 5     | André Greipel     | Geraint Thomas        | Richie Porte             | Davide Formolo            | Geraint Thomas         | Tiago Machado      | Team Katusha          |
| Final | Final             | Geraint Thomas        | Richie Porte             | Davide Formolo            | Geraint Thomas         | Tiago Machado      | Team Katusha          |

## Ligações Externas
- «Sítio oficial»